# 银鱼科
银鱼科（学名：Salangidaencbi）通称银鱼，古称脍残鱼，属辐鳍鱼纲胡瓜鱼目。以小型甲壳类为食。银鱼可供鲜食用或晒鱼干。银鱼科包括约6属20种，主要出产于中国。太湖出产的银鱼与白鱼、白虾并称太湖三白。

## 特征
银鱼是一种小型鱼类，身体细长、光滑、半透明，头平扁；口大，两颌和口盖常具有锐牙；背鳍和脂鳍各一个；雄鱼臀鳍上方具有一纵行扩大鳞片。

## 分布
银鱼分布于东亚，北至俄罗斯远东区（包括黑龙江流域），南至越南，主要为中国、朝鲜及日本的海水、淡水或过河口性溯河洄游小型鱼类。 中国是银鱼物种多样性最为丰富的地区，有至少15种分布于此，其中有6种是特有种。
银鱼有咸水生（有明银鱼、居氏银鱼等），淡水生（太湖新银鱼、寡齿新银鱼、短吻间银鱼等）和适应咸淡水的洄游性（前颌间银鱼）这三类。

## 习性
银鱼是一年生鱼类，对外部环境敏感，幼、仔鱼成活率低，不过其生长速度、种群恢复能力比较快。
银鱼有两个卵巢，发育不同步，一般产两次卵，平均怀卵量为每克体重1400至2000粒，卵为沉水型。幼鱼在水温温度较高的5至9月生长最快，9月龄的银鱼体长和体重都已经接近成鱼。

### 食物
银鱼食谱较广，包括各种浮游动物（浮游植物少见）和小鱼小虾。

## 分類
本科下分7個屬20种，如下：

### 間銀魚屬Hemisalanx
- 短吻間銀魚 Hemisalanx brachyrostralis

### 白肌銀魚屬Leucosoma
- 里氏白肌銀魚 Leucosoma reevesii

### 新日本銀魚屬Neosalangichthys
- 石川新日本銀魚 Neosalangichthys ishikawae

### 新銀魚屬Neosalanx
- 安氏新銀魚 Neosalanx andersoni
- 銀色新銀魚 Neosalanx argentea
- 短吻新銀魚 Neosalanx brevirostris
- 赫氏新銀魚 Neosalanx hubbsi
- 喬氏新銀魚 Neosalanx jordani
- 寡齒新銀魚 Neosalanx oligodontis
- 近太湖新銀魚 Neosalanx pseudotaihuensis
- 雷氏新銀魚 Neosalanx reganius
- 太湖新銀魚 Neosalanx taihuensis
- 陳氏新銀魚 Neosalanx tangkahkeii

### 大銀魚屬Protosalanx
- 中国大银鱼 Protosalanx chinensis
- 透頭大銀魚 Protosalanx hyalocranius

### 日本銀魚屬Salangichthys
- 小齒日本銀魚 Salangichthys microdon

### 銀魚屬Salanx
- 有明銀魚 Salanx ariakensis
- 中國銀魚 Salanx chinensis
- 居氏銀魚 Salanx cuvieri
- 前頜間銀魚 Salanx prognathus